# La Dolorosa (Popayán)

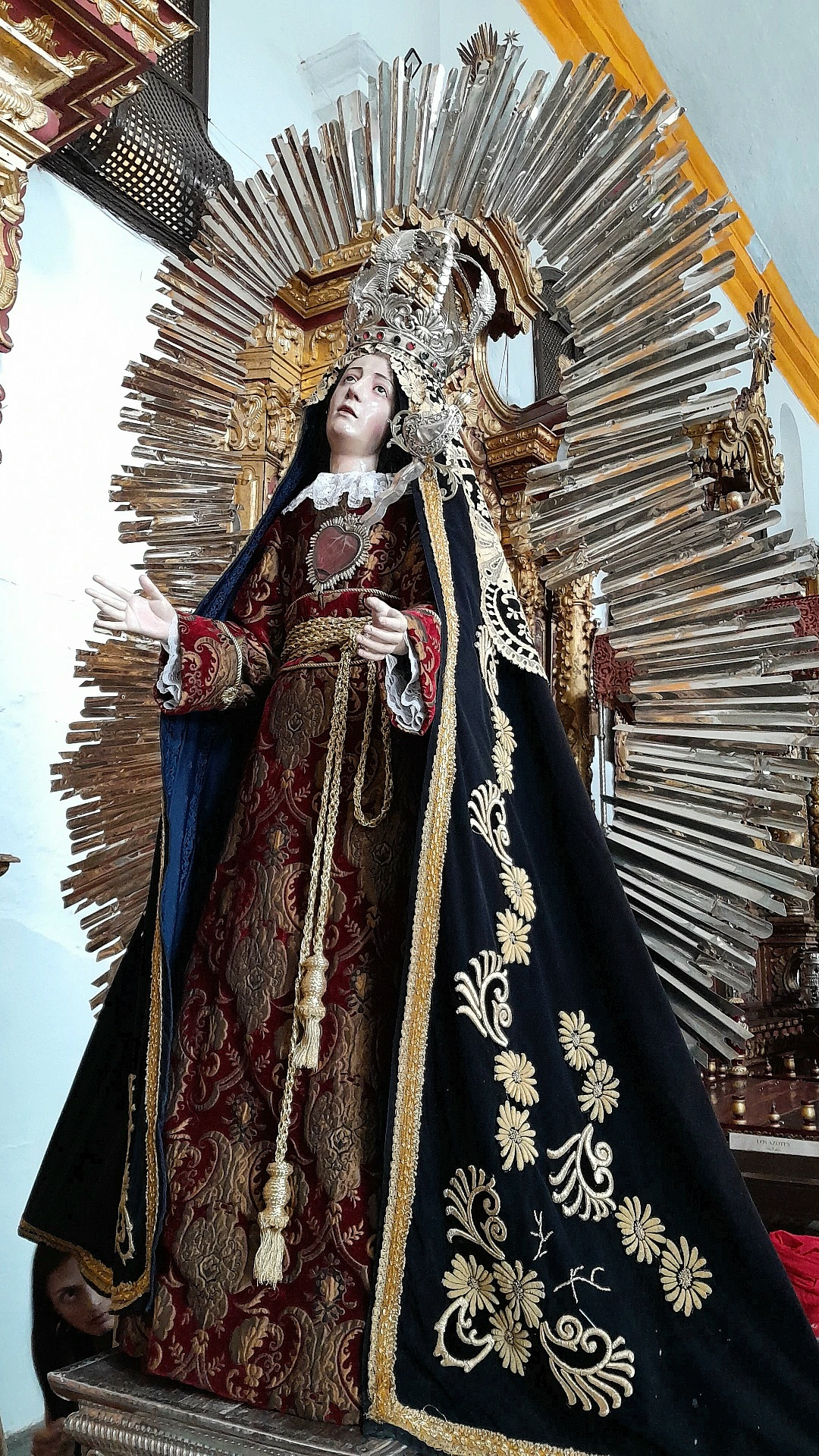
Dolorosa de la Ermita, es la imagen de esta advocación más antigua de toda Popayán

La Dolorosa es una advocación mariana vernácula y derivada de Nuestra Señora de los Dolores, que tiene su origen en la ciudad de Asunción de Popayán donde es ampliamente arraigada entre los fieles y su fervor es muy extendido, tanto así que fue enriquecida con elementos propios que se mezclaron con influencias europeas, mestizas y aborígenes indígenas. Dando como resultado una devoción única que está íntimamente arraigada en la ciudadanía payanesa que venera a María en su dolor y sufrimiento de madre.
Actualmente, comprende una amplia colección escultórica de tallas de la Virgen que se veneran bajo esta advocación, contando con sus principales santuarios en casi todos los templos del Centro Histórico de la ciudad o en las iglesias de los alrededores de los barrios aledaños.
Esta advocación mariana tiene un rol fundamental en los sacros desfiles nocturnos que desde 1556 se realizan en la ciudad durante la Semana Santa,dado que desde tiempos coloniales (desde el mismo inicio de esta tradición como tal) tiene el papel de cerrar cada procesión, usualmente desfilando por detrás de su hijo, ya sea crucificado, sepultado o resucitado.

## Historia
Tras la fundación de Popayán en 1537 y la repartición de solares entre el clero y los conquistadores, se fueron levantando los improvisados templos pajizos a lo largo de la nueva villa, al mismo tiempo, las familias españolas  recién establecidas estimularon la exportación de tallas de culto religioso para la liturgia y los eventos sacros del calendario católico, entre las que se encuentra la Semana Santa, cuyo registro más antiguo de su existencia data de 1556 en el poema "Elegías de varones ilustres de Indias" obra de Juan de Castellanos. Para ese entonces se cree que llegaron las primeras imágenes a la ciudad, destacando un conjunto conocido como El Calvario, constituido por un Cristo en Agonía crucificado, un San Juan evangelista y una virgen de las angustias todas obras de la escuela artística de Sevilla, conformando un primitivo orden donde el apóstol iba de primero, el crucifijo en medio y la madre dolorosa de última, marcando un precedente hacia los demás desfiles sacros. 
Con la necesidad de que cada procesión de los días santos contara con una dolorosa propia se incentivó para que al menos todos los templos de la ciudad tuviera una imagen propia, así es como casi todas las iglesias a excepción de San José y El Carmen, conservan actualmente una Virgen de los Dolores en su mobiliario, muchas de ellas continuando siendo veneradas hasta nuestros días por gran parte de la feligresía caucana 

## Características

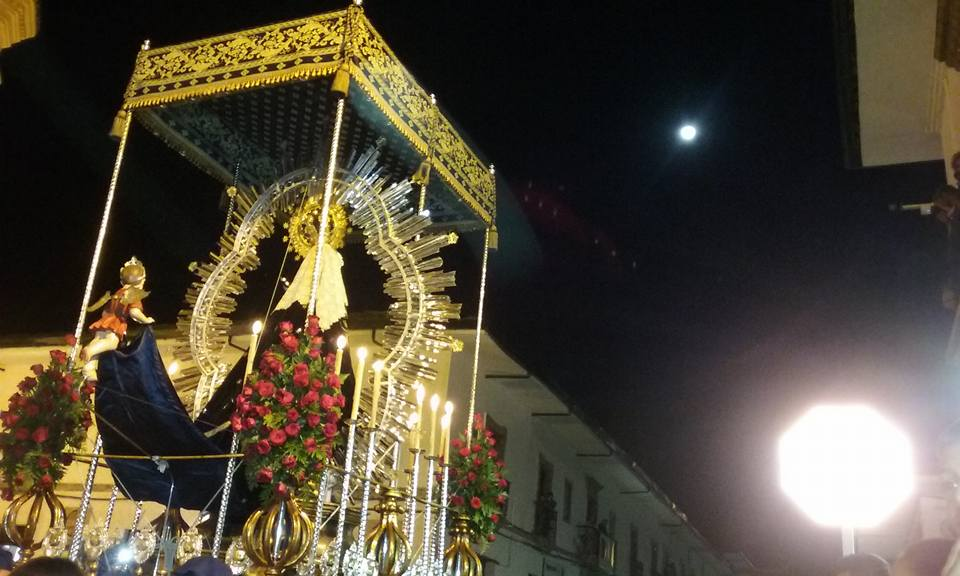
Paso de La Dolorosa del Jueves Santo con la indumentaria tradicional de esta advocación

La advocación representa a María Santísima durante el pasaje bíblico de la crucifixión de Jesucristo narrado en el evangelio de San Juan, capítulo 19, versículos 25 al 27:

Junto a la cruz de Jesús estaban su madre y la hermana de su madre, María, mujer de Cleofás, y María Magdalena.

Jesús, viendo a su madre y junto a ella al discípulo a quien amaba, dice a su madre: «Mujer, ahí tienes a tu hijo.» 

Luego dice al discípulo: «Ahí tienes a tu madre.» Y desde aquella hora el discípulo la acogió en su casa. 
(La Biblia de Jerusalén)

La indumentaria y ornamentación de una dolorosa payanesa es el resultado de la evolución y variación de las influencias europeos traídos desde España, que fueron poco a poco mutando hacia una cultura criolla y mestiza propia que la hacen una advocación única en la región y que a su vez a influido ampliamente a otras poblaciones con imágenes de María similares. Entre los elementos más icónicos de esta representación mariana se encuentran:
- Capa en terciopelo negro con larga cola, acompañado con una mantilla de encaje blanco.
- Túnica o vestido tejido en hilos de oro y plata con cíngulos del mismo material.
- Corazón atravesado por una daga en su pecho, elaborado en distintos materiales. (Su origen es por el pasaje bíblico narrado en Lucas 2,35).[5]
- Corona de oro y plata guarnecida de piedras preciosas y semipreciosas rodeada por una aureola con 12 estrellas.
- Pañuelo en una de sus manos, que simboliza el llanto de la dolorosa.
- Media luna a sus pies, a veces acompañada de estrellas o querubines.
- Resplandor en forma de mandorla constituida por rayos de plata.
- Ángel que lleva la cola de la capa de María hacia posterior del paso.

## Lista de Dolorosas

### Nuestra Señora de los Dolores de San Agustín

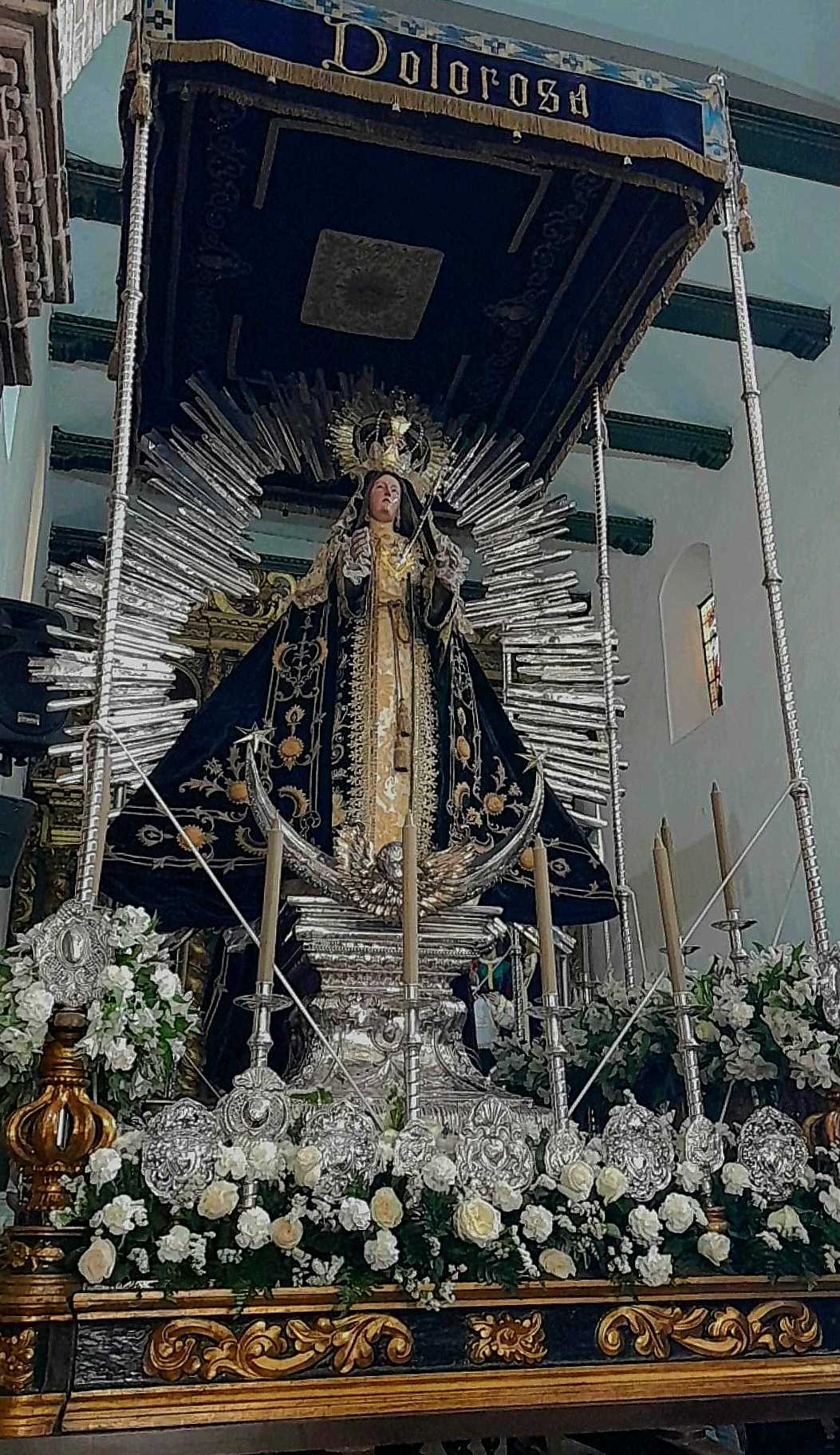
Dolorosa de San Agustín

Es la imagen más conocida y venerada de toda la advocación de la Virgen de los Dolores, tanto es así que es considerada por muchos como una de las Patronas de Popayán junto con el Santo Ecce Homo, el Amo Jesús Nazareno y Nuestra Señora de la Asunción. 
Procedente de la Monarquía Hispánica asentada en la península ibérica, fue tallada hacia el siglo XVIII bajo el estilo y rasgos de la escuela española de escultura, arribando a la ciudad de Asunción de Popayán al poco tiempo, siendo entronizada en la insipiente iglesia de los agustinos que recién estaba en reconstrucción tras el fatídico terremoto del 2 de febrero de 1736 bajo la financiación de la marquesa de San Miguel de la Vega doña Dionisia Pérez Manrique y Camberos y el aristócrata don Jacinto de Mosquera y Figueroa. A fines de ese siglo, el presbítero Ignacio de Carvajal y Tenorio le donó una daga en plata que atraviesa un corazón en oro con piedras preciosas, mientras que su trono, rayos y media luna en plata fueron obra de don José Arboleda.
Por otro lado, su fiesta patronal se celebrada el Viernes de Dolores de cada año y no el 15 de septiembre como lo establece el Calendario Litúrgico Católico debido a una dispensa concedida a la ciudad de Popayán por Su Santidad Papa Pio XI; contando con una procesión propia y con características únicas a los de los otros desfiles sacros de la semana mayor. Mientras que la procesión del Martes Santo está dedicada también a ella la Nuestra Señora de los Dolores, (saliendo y llegando a la Iglesia de San Agustín) debido a su importancia en la memoria y religiosidad popular demostrada en la mundialmente conocida Semana Santa, posicionándose en el paso de El Crucifijo por enfrente, además de estar sucedida hacia posterior por la Banda de músicos y compañía de fusileros del Batallón José Hilario López. Ejército Nacional de Colombia.
Hoy en día, es venerada en el nicho central del altar mayor de la Iglesia de San Agustín otrora perteneciente al convento de la Orden Agustiniana.

### Nuestra Señora de los Dolores de la Ermita

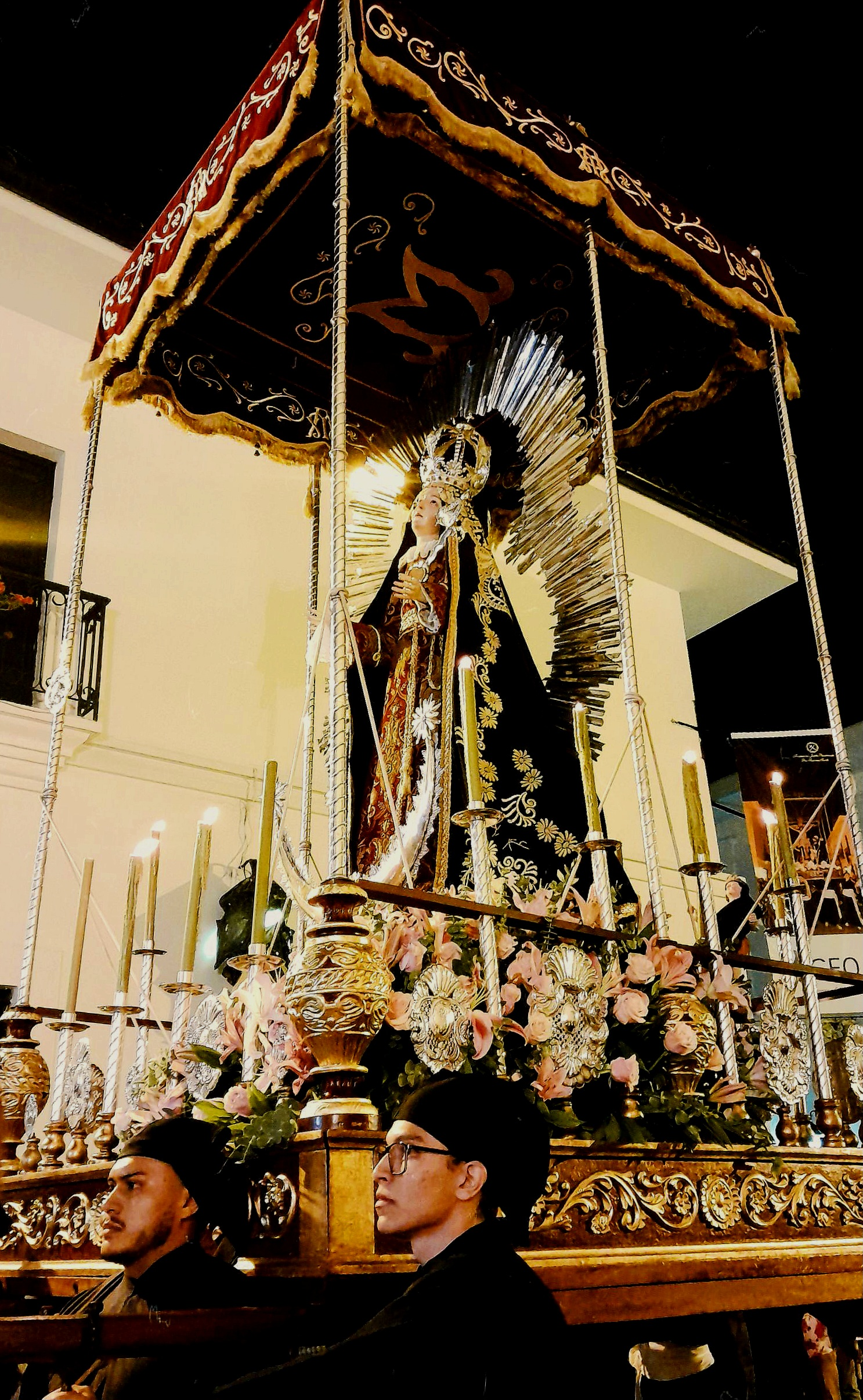
Dolorosa de la Ermita de Jesús Nazareno

Es la primera y más antigua Virgen de los Dolores que se venera aún en Popayán y el departamento del Cauca, siendo el punto de inicio para esta advocación singular y que sentó el precedente sobre todas las demás tallas que llegaron a la ciudad en los siglos posteriores
Fue elaborada en la ciudad de Sevilla a mediados del siglo XVI, ciudad muy importante de Andalucía, además de ser una de las sedes de la corte real de los Reyes Católicos y centro de la conquista y evangelización al Nuevo Mundo, llegando la talla de la virgen a la naciente villa de Asunción de Popayán al poco tiempo; siendo entronizada hacia 1617 en la recién levantada ermita financiada por la Cofradía de Santa Bárbara y Santa Catalina de Alejandría, dedicándose el templo bajo el patrocinio de las dos santas de la hermandad y del Amo Jesús Nazareno, funcionando como centro de evangelización para los indígenas del área, entre quienes se propagó la devoción hacia la madre de Dios en su dolor.
Por otro lado, se cree que La Dolorosa de la Ermita fue una de las primeras imágenes en salir en los primeros años de la mundialmente conocida Semana Santa, por lo que actualmente desfila en la procesión del Miércoles Santo dedicada al Amo Jesús Nazareno, posicionándose entre el paso de El Santo Cristo de la Buena Muerte por enfrente y la banda de músicos y compañía de fusileros del Batallón José Hilario López. Ejército Nacional de Colombia por detrás.
Hoy en día es venerada en la Capilla de Cristo Rey adosada al costado sur de la Ermita de Jesús Nazareno, Santa Bárbara y Santa Catalina de Alejandría, junto a la imagen del Cristo en Agonía y de San Juan Evangelista conformando el conjunto conocido como ''El Calvario''.

### Nuestra Señora de los Dolores de la Catedral

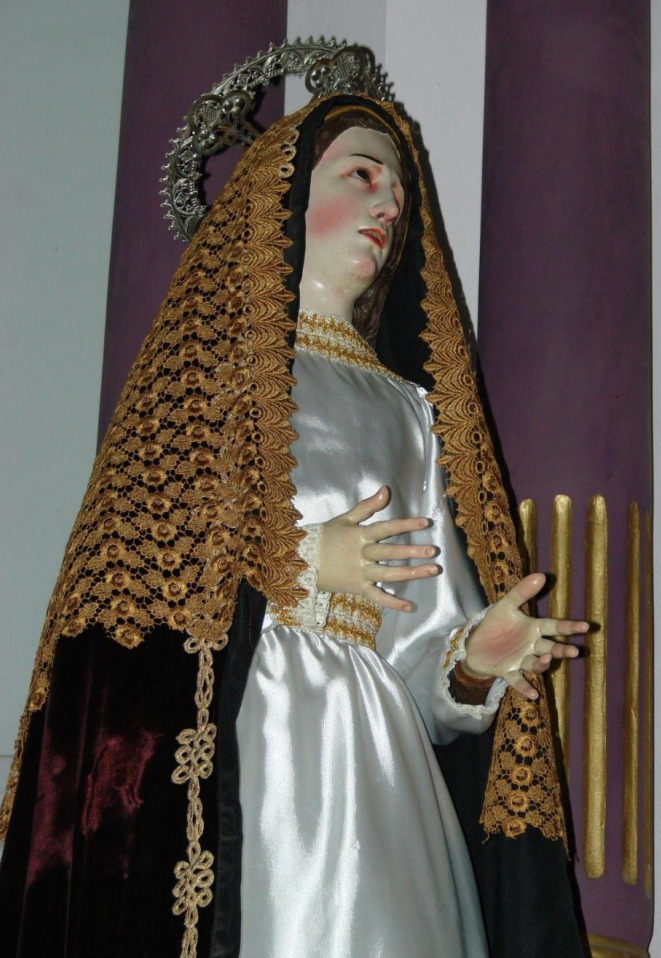
Dolorosa de la Catedral de Nuestra Señora de la Asunción

Venerada en la Capilla Auxiliar Occidental de la nave de la Epístola de la Catedral Basílica Metropolitana de Nuestra Señora de la Asunción de Popayán junto al Santo Cristo de las Angustias y a San Juan Evangelista.
Es una imagen realizada en madera policromada procedente de la escuela de escultura española que se desarrolló a lo largo del siglo XVIII, siendo inicialmente propiedad de la familia Diago Gortaire a su llegada a la ciudad, sin embargo era cedida en préstamo al Obispo de Popayán para la conocida Procesión del Clero que se desarrollaba el Lunes Santo, contando como su primera sede en la Catedral Basílica de Nuestra Señora de la Asunción hasta 1885 y la Iglesia de San José hasta su supresión en 1906, consecuencia de la falta de apoyo económico y organizativo, además del estallido de la guerra civil de 1876 que obligó a algunas familias a huir de Popayán hacia Ecuador. Según refiere José María Vergara y Vergara y Jaime Fletcher, la Dolorosa. procesionaba como su propio paso denominado como Nuestra Señora de los Dolores, salía a desfilar en el Lunes Santo, posicionándose en la posición final precedida por el paso del Santo Cristo de las Angustias.
Aunque con la extinción de la Procesión del Lunes Santo en 1906, la virgen dejó de procesionar oficialmente, la familia Diago Gortaire donó finalmente en 1946 la imagen de la dolorosa al arzobispo Juan Manuel González Arbeláez. Integrándose al conjunto del Calvario y quedando como parte del acervo de inmuebles religiosos de la Catedral.
Actualmente, la Virgen de los Dolores procesiona en la Procesión de Nuestra Señora de los Dolores del Martes Santo con sede en la Iglesia de San Agustín, el paso de El Calvario (donde se incluye a la Dolorosa) sale a desfilar adornada con flores blancas como dicta la tradición de la Semana Santa de Popayán, posicionándose entre el paso de El Señor del Perdón por enfrente y el paso de El Cristo de la Sed hacia posterior, además de estar presidida por el Estandarte Junta Permanente Pro Semana Santa, portado por el alcalde de la ciudad de Popayán, sus secretarios y miembros del Concejo municipal.

### Nuestra Señora de los Dolores de San Francisco

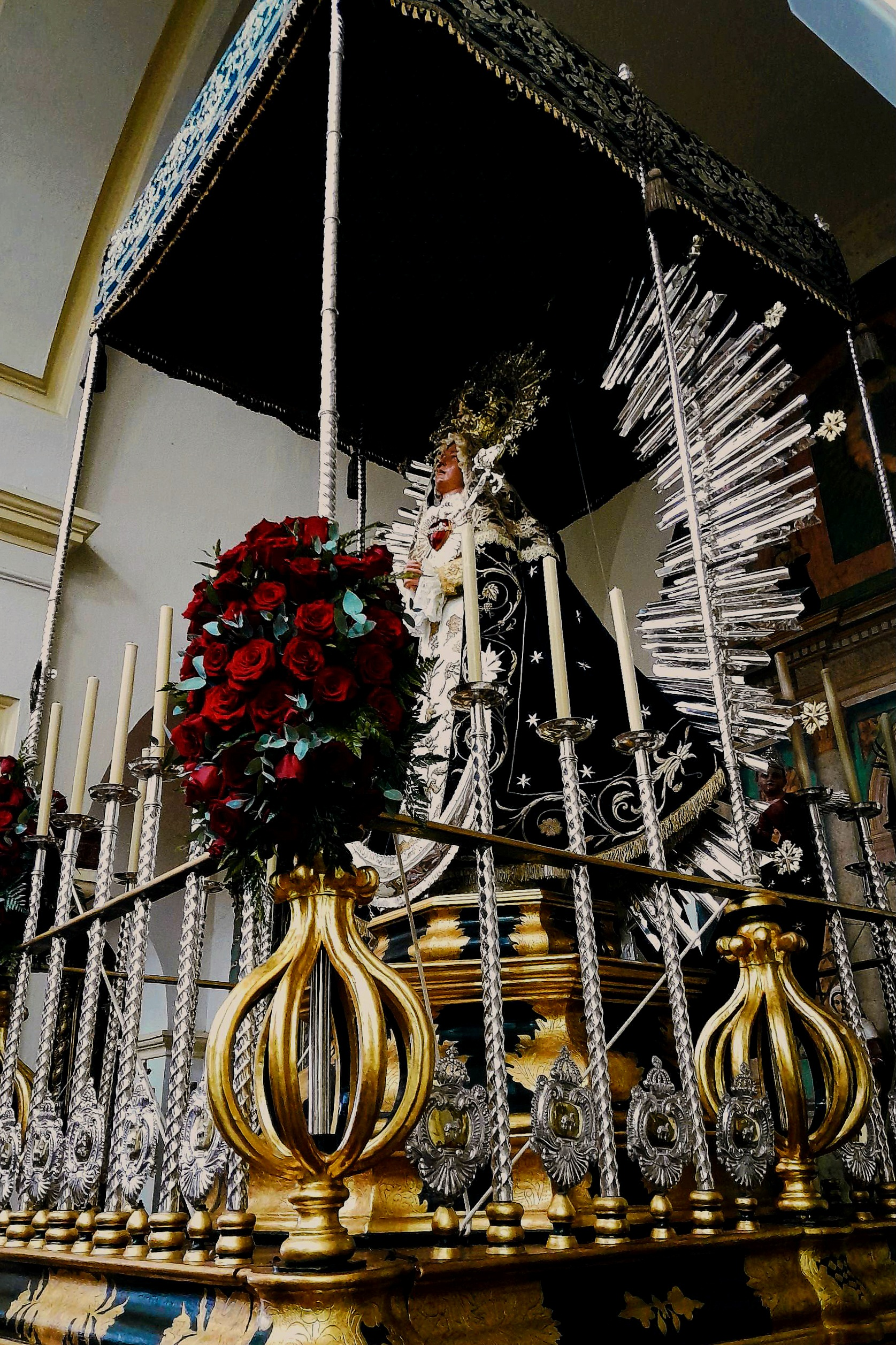
Dolorosa de San Francisco

Es una imagen realizada en madera policromada procedente de la escuela de escultura española que se desarrolló a lo largo del siglo XVIII, Muy posiblemente llegó a Popayán durante el auge económico y social que experimentó la ciudad en esa época, en la que las familias aristocráticas hacían de principales mecenas y promotores de la importación de nuevas imágenes provenientes de diversos lugares como lo fueron: Quito, Perú, Francia, Italia o la misma España desde algunas de sus ciudades más conocidas como Sevilla, Granada o Valladolid.
Actualmente la Virgen de los Dolores procesiona en la Procesión del Santo Cristo de la Veracruz del Jueves Santo, inicia y termina en la Iglesia de San Francisco, saliendo a desfilar como el paso de La Dolorosa sale a desfilar ataviada con Trono y rayos en plata elaborados por artistas payaneses. Daga en plata y corazón en oro con piedras preciosas y adornada con flores rojas como dicta la tradición establecida de la Semana Santa de Popayán, posicionándose en el paso de El Santo Cristo de la Veracruz por enfrente, además de estar sucedida hacia posterior por la Banda de músicos y compañía de fusileros del Batallón José Hilario López. Ejército Nacional de Colombia.
Hoy en día, La Dolorosa no está expuesta a veneración pública en alguno de los ricos retablos barrocos de la Iglesia de San Francisco, es guardada en el acervo de la sacristía; solo siendo exhibida en su paso en las naves del templo durante la Semana Santa desde el Sábado de la Armada o de Pasión hasta el final de la procesión del Jueves Santo, desarmando su trono y almacenando la Virgen al concluir el sacro desfile hasta la semana mayor del siguiente año.

### Nuestra Señora de los Dolores de Yanaconas

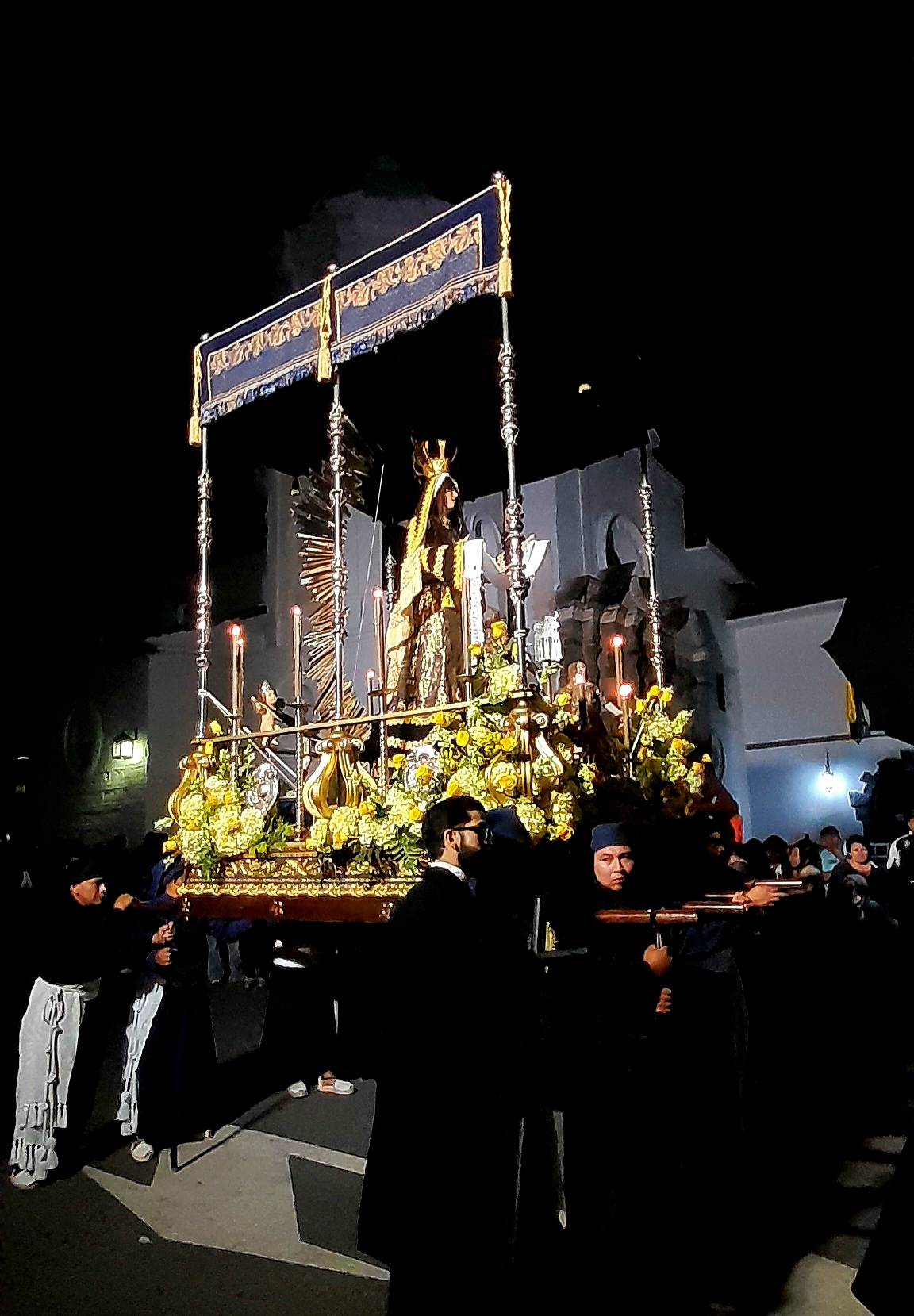
Dolorosa de Yanaconas en la Procesión del Lunes Santo

La imagen de Nuestra Señora de los Dolores fue tallada en la ciudad de Quito llegó a la población de los Yanaconas que para ese entonces estaba bajo el amparo de la Virgen del Rosario de Chiquinquirá, y estaba a cargo de los padres dominicos del Convento de San Sebastián Mártir de Popayán desde los tiempos de Juan del Valle. Siendo recibida la madre de Dios con gran júbilo por la población indígena, criolla y española, ubicándola en un sitio privilegiado del altar de la insipiente Capilla Doctrinera para su veneración pública, estando su culto íntimamente ligado al del Amo Jesús de Yanaconas.
Actualmente la Virgen de los Dolores participa en la Procesión de La Institución de la Eucaristía o del Pueblo del Lunes Santo, con sede en el Templo de El Carmen y la Casa de Posgrados de la Universidad del Cauca, el paso del Nuestra Señora de los Dolores sale a desfilar custodiada por Ángeles, atribuidos al circulo de Bernardo de Legarda. procedentes de Quito del siglo XVIII y adornada con flores amarillas como se estableció en la tradición, posicionándose entre los pasos de El Cristo de las Lágrimas por enfrente y estando presidida hacia posterior por Banda marcial de la Academia Militar Tomás Cipriano de Mosquera.
Hoy en día, la Virgen Dolorosa es venerada en la Parroquia del templo doctrinero de Yanaconas. Actualmente se ubica junto con otras muchas obras de arte religioso en el Altar mayor (un retablo labrado en madera, elaborado en el siglo XVIII), como lo son La Virgen Apocalíptica (siglo XVIII), Amo Jesús de Yanaconas (Imagen quiteña. siglo XVIII) entre otros. Cuenta también con frescos alusivos a flores, frutos y ángeles en su interior que datan del siglo XVIII.

### Nuestra Señora de los Dolores de la Encarnación

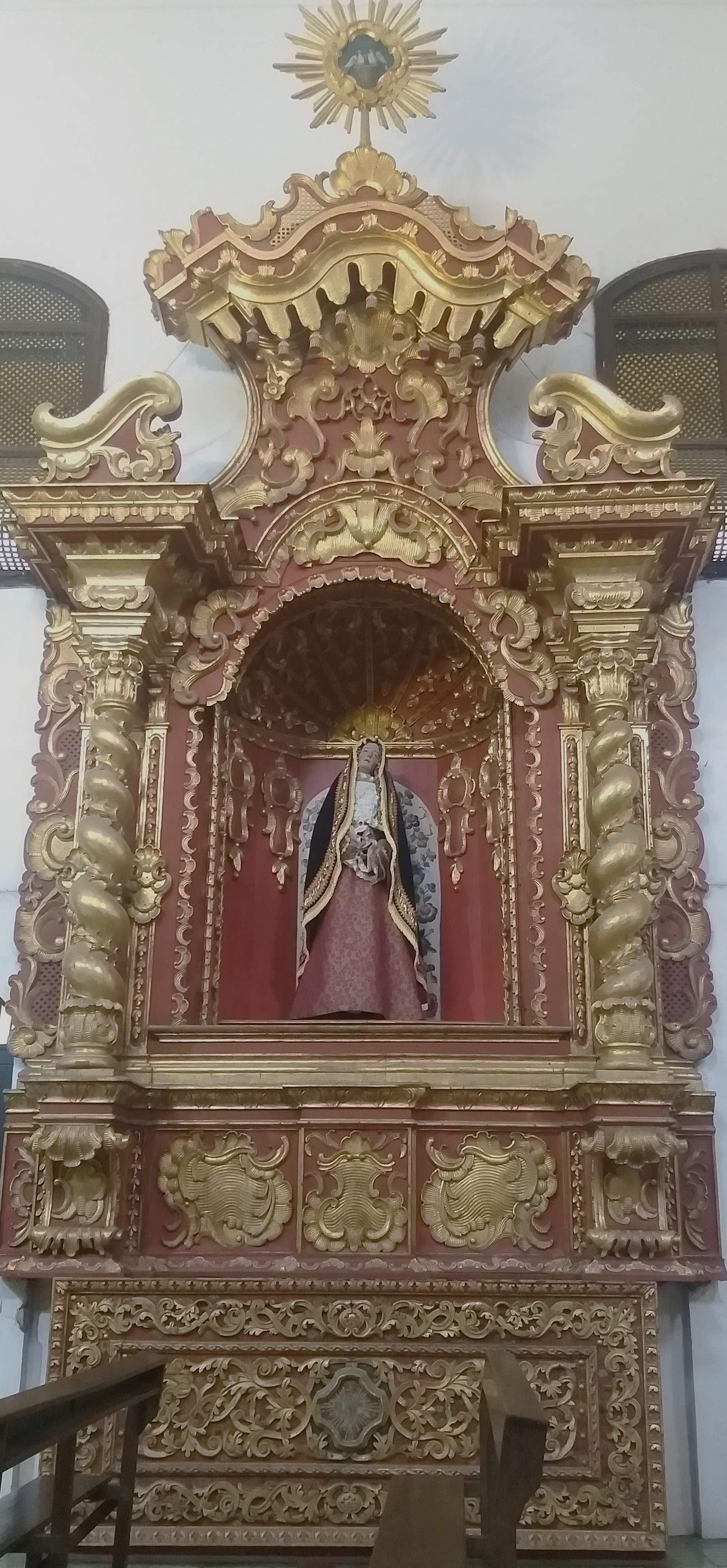
Dolorosa de la Encarnación

Venerada en el segundo retablo sobre la pared sur de la Iglesia de la Encarnación, una maravillosa obra barroca de la escuela payanesa. Consta de un sotabanco que está adornado con una flor que cuenta con un sagrado corazón en su interior, por el cual se cree que es el Santo e Inmaculado Corazón de María.
Por encima del altar donde antaño se celebraba la misa tradicional tridentina se levantan dos basas en forma de hojas de acanto que sustentan columnas salomónicas con los fustes enroscados y bordeados por lianas, las cuales llegan hasta el capitel que es del tipo orden compuesto entrecruzado con palmiforme, el cual era muy común durante la época colonial, el combinar órdenes y estilos de la era grecorromana.
Sobre todo el conjunto se alza un hermoso dosel sobre el cual se levanta un resplandor en forma de sol de custodia dentro el cual se halla una pintura de dos tórtolas que hacen referencia al pasaje bíblico de la Presentación del Señor en el Templo referido en el evangelio de Lucas capítulo 2, versículo 21.Por lo que muy posiblemente este retablo fue destinado en sus orígenes a Nuestra Señora de la Candelaria.
La imagen a la que se rinde culto en este retablo es la de Nuestra Señora de los Dolores, a la que a su llegada al templo se le fundó una cofradía que por desgracia desapareció con el paso de los años por diversos factores como lo fueron: la decadencia económica de la ciudad o las distintas guerras civiles que azotaron al país durante los años comprendidos entre los siglos XIX y XX. En la actualidad la escultura no hace parte de los desfiles sacros de la Semana Santa Mayor y no se tiene registro que alguna vez haya participado.

## Advocaciones relacionadas

### Santísima Virgen Dolorosa de la Soledad de Santo Domingo

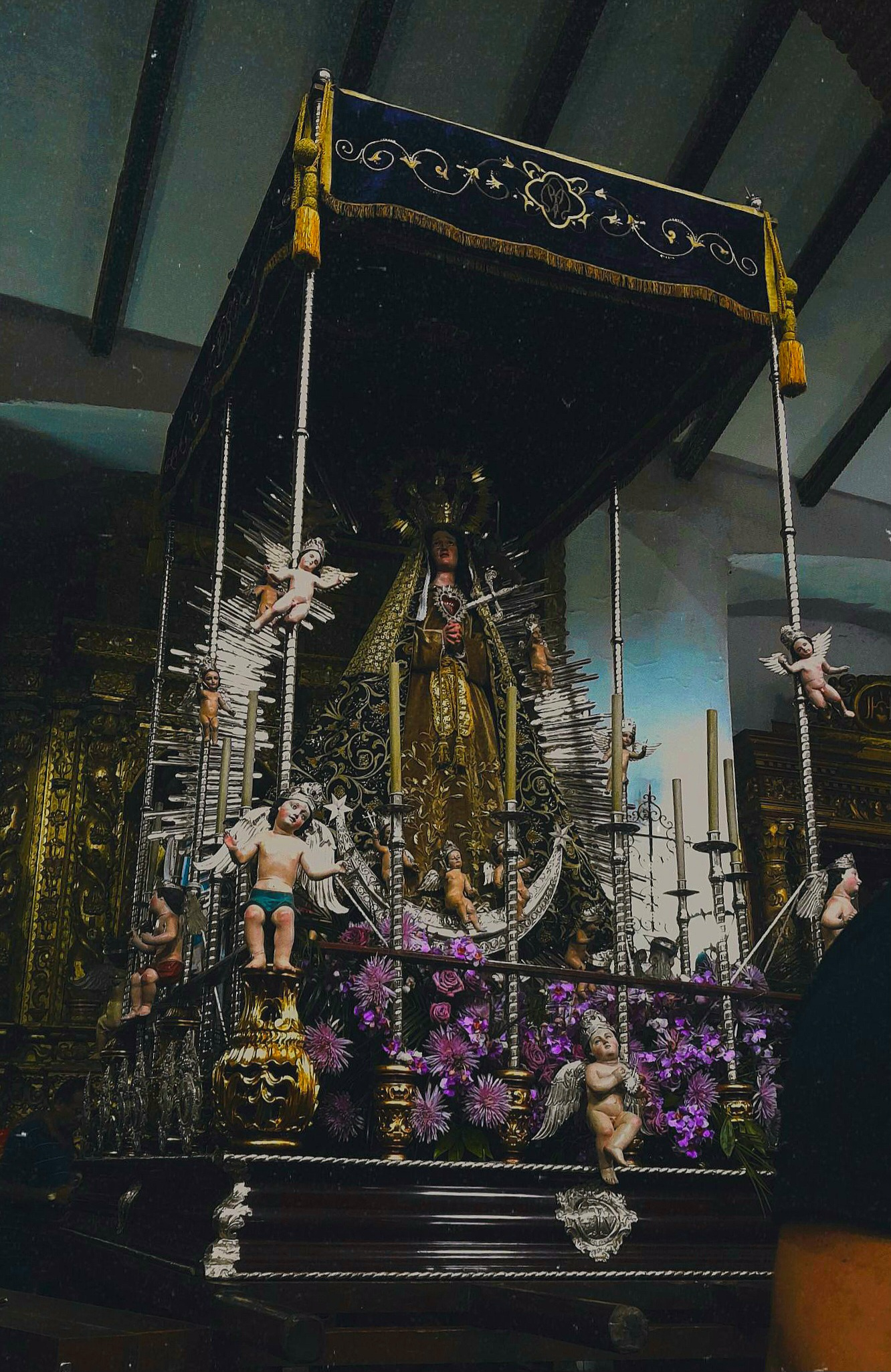
Virgen Dolorosa de la Soledad de Santo Domingo

Venerada tanto bajo la advocación de Nuestra Señora de los Dolores como de Nuestra Señora de la Soledad. La imagen es atribuida al maestro escultor José Fernández Guerrero, se cree que fue tallada en la ciudad de Cádiz durante el trascurso de la última parte del siglo XVIII, fue gracias al mecenazgo ejercido por doña Asunción de Tenorio y Carvajal, que la sagrada imagen pudo ser trasladada desde aquel puerto español hasta Popayán.
La Virgen de la Soledad llegó al inacabado Claustro de Nuestra Señora del Rosario de la Orden de Predicadores  hoy denominada como Iglesia de Santo Domingo, siendo entronizada en este templo que fungió como la parroquia de las familias aristócratas de los Arboleda, los Caldas y los Tenorio. En aquella época se estableció una cofradía dedicada a su cuidado y propagación de su veneración.
En un inicio, se estableció la Procesión de Nuestra Señora de la Soledad que tenía lugar el día sábado santo en horas nocturnas como antelación a la resurrección de Jesucristo, desfilaba junto a San Juan Evangelista por el centro histórico teniendo como punto de partida y llegada la Iglesia de la Encarnación o de las Monjas Agustinas Descalzas.
Actualmente, la virgen hace parte de la Procesión del Santo Entierro de Cristo realizada durante la noche del Viernes Santo y con sede en la Iglesia de Santo Domingo, en la que sale como el paso de la Santísima Virgen Dolorosa de la Soledad. Posicionándose de última por enfrente del paso de El Santo Sepulcro y siendo presidido delante por el Cura párroco del Templo de Nuestra Señora del Rosario o Santo Domingo, la Orden del Santo Sepulcro de Jerusalén, sección de Popayán y el Arzobispo de Popayán acompañado por el capítulo metropolitano del seminario mayor de Popayán y detrás por la Banda de músicos y compañía de fusileros del Batallón José Hilario López. Ejército Nacional de Colombia.
Hoy en día, la imagen reposa en el primer altar de la nave de la Epístola al lado de la Capilla de Nuestra Señora de Chiquinquirá, haciendo parte de un conjunto conocido como El Calvario junto con una talla de San Juan Evangelista que es proveniente de la Escuela Quiteña de arte del siglo XVIII y El Santo Cristo Crucificado, la cual es una imagen del siglo XVIII perteneciente a la conocida Escuela artística de Sevilla.

### Nuestra Señora la Virgen de la Pascua de la Encarnación

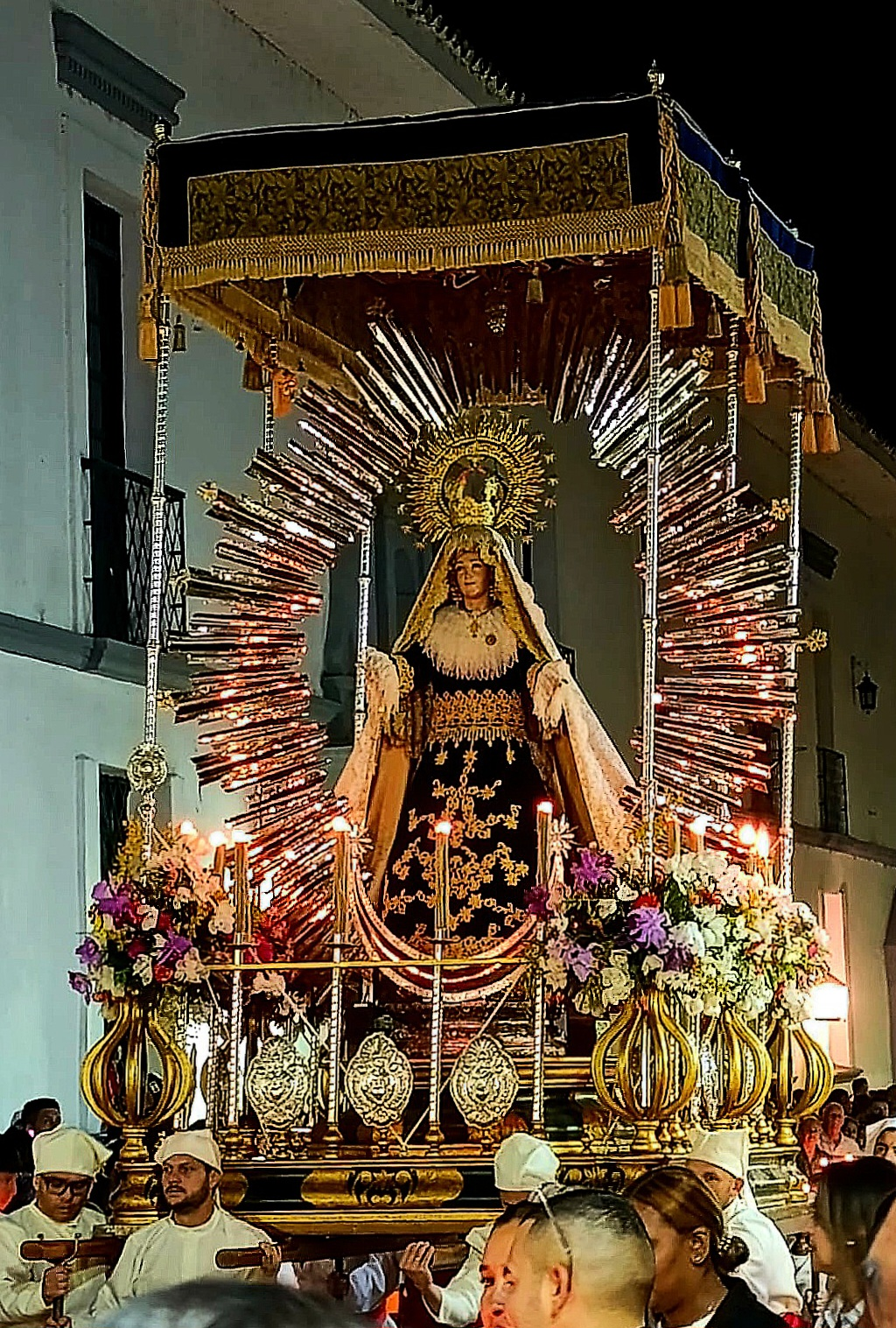
Virgen de la Pascua en la Procesión de Sábado Santo

Es una advocación propia de la ciudad de Popayán, la imagen de la Virgen de la Pascua pertenece a la Escuela Quiteña contemporánea del siglo XX (año de 1996), es obra del maestro escultor Alcides Montesdeoca proveniente de la ciudad de San Antonio de Ibarra.
Para el año de 1993 después de varias reuniones y consensos entre miembros de la Junta Permanente Pro Semana Santa de Popayán, se logra establecer una nueva procesión para el día sábado santo. El centro de conmemoración de la misma sería la resurrección de Jesucristo. Con la aprobación del entonces Arzobispo de Popayán, Alberto Giraldo Jaramillo se dio paso a sacar una procesión el día sábado en la noche, acontecimiento que no pasaba desde el siglo XIX con la suprimida  Procesión de la Soledad. Pese a estar aprobada por la Junta y la curia, fue polémica en su momento por las características como el cambio del color de la túnica y capirote de los cargueros pasando de azul oscuro con paño blanco a túnica blanca con paño rojo encendido, además involucraba la participación de pasos e imágenes nuevas, sin contar que las flores sería multicolor.
Para este fin se solicitó al taller del maestro Alcides, una talla de la Virgen María con expresión sonriente y jubilosa que represente la alegría de una madre al saber que su hijo Jesús ha resucitado.
Actualmente la virgen participa en la Procesión de Nuestro Señor Jesucristo Resucitado del Sábado Santo, con sede en la Catedral Basílica de Nuestra Señora de la Asunción, el paso de Nuestra Señora la Virgen de la Pascua sale a desfilar adornada con flores multicolor como dicta la tradición establecida de la Semana Santa de Popayán, posicionándose entre el paso de San Pedro por enfrente y de Nuestro Señor Jesucristo Resucitado por detrás, además de estar sucedida hacia posterior por el Arzobispo de Popayán con el capítulo metropolitano.